# Jetsun Pema (attivista)
Jetsun Pema, in tibetano Rjebtsun Padma (Lhasa, 7 luglio 1940), è la sorella dell'attuale Dalai Lama tibetano Tenzin Gyatso.

## Biografia
Jetsun Pema nacque a Lhasa, la capitale del Tibet, nel 1940, sorella minore del Dalai Lama appena identificato e intronizzato. Venne mandata in India nel 1950, dove studiò prima al Convento di St. Joseph a Kalimpong e poi al Convento di Loreto a Darjeeling, in cui ottenne il livello superiore del Cambridge nel 1960. Nel 1961 si trasferì in Svizzera e poi in Gran Bretagna per ulteriori studi; tornò in India all'inizio del 1964, nel cui mese di giugno venne chiamata dal Dalai Lama a prendersi la responsabilità di dirigere il TCV (Tibet Children's Village), il Villaggio dei Bambini Tibetani di Dharamsala, di cui è tuttora a capo, occupandosi di centinaia di migliaia di bambini tibetani poveri ed orfani, dai quali è stata soprannominata Ama La, che in lingua tibetana significa Madre Rispettata.
Nel 1970 il Congresso della Gioventù Tibetana la elesse Vice Presidente durante la Prima Riunione Generale, mentre nel successivo 1984 la Prima Riunione Generale dell'Associazione delle Donne Tibetane la elesse Consigliere. Nel 1980, su invito del Dalai Lama, visitò la Regione Autonoma del Tibet a capo della Delegazione "Third Fact Finding" (Verifica della situazione esistente), in un periodo di tre mesi. Nel maggio 1990 il Dalai Lama riunì uno speciale Congresso del Popolo Tibetano in esilio a Dharamsala, convocando le elezioni per i Kalon (ministri in tibetano) e Jetsun Pema venne nominata prima donna nel consesso, mentre nel 1991 l'Assemblea dei Deputati del Popolo Tibetano la elesse Ministro del Dipartimento Tibetano dell'Istruzione, da cui si dimise nel luglio 1993.
Nel 1995 l'Assemblea Nazionale Tibetana in esilio le conferì il titolo onorifico di "Madre del Tibet", come riconoscimento della sua dedizione e dei suoi servizi in favore dei bambini del Tibet. Viaggia inoltre molto di frequente per il mondo su invito di numerose organizzazioni umanitarie, e tiene conferenze in cui parla del suo popolo e del lavoro in favore dei bambini tibetani in esilio. È autrice di Tibet: la mia storia, autobiografia pubblicata nel 1996 e tradotta in dieci lingue, mentre nel 1997 interpreta la propria madre nel film biografico Sette anni in Tibet, di Jean-Jacques Annaud, con Brad Pitt nella parte di Heinrich Harrer.